# Vlag van 's-Graveland

De vlag van de gemeente 's-Graveland

De  vlag van 's-Graveland  is de vlag van de voormalige Noord-Hollandse gemeente 's-Graveland. Op 3 maart 1973 heeft de gemeenteraad besloten om deze vlag aan te nemen als gemeentevlag. De beschrijving kan als volgt luiden:
twee banen van gelijke hoogte van rood en blauw, waaroverheen een gelijkbenige witte driehoek met de basis aan de vluchtzijde en de top aan de mastzijde; in de broektop een gele gravenkroon.
De vlag heeft de kleuren uit het gemeentewapen en ook de vorm doet denken aan de gaffelsnede van het wapen, waarbij de kleuren om esthetische redenen zijn verwisseld. De driebladige kroon in de masttop is afkomstig van de gekroonde trapgans uit het wapen.
Sinds 1 januari 2002 is 's-Graveland opgegaan in de nieuwe gemeente Wijdemeren waardoor het gebruik van de vlag als gemeentevlag stopte.

## Verwant symbool

Het wapen van 's-Graveland

Akersloot
· Andijk
· Anna Paulowna 
· Assendelft 
· Beemster 
· Bennebroek 
· Blokker 
· Broek in Waterland 
· Bussum 
· Callantsoog 
· Edam 
· Egmond 
· Egmond aan Zee 
· Egmond-Binnen 
· Graft-De Rijp 
· 's-Graveland 
· Haarlemmerliede en Spaarnwoude 
· Harenkarspel 
· Heerhugowaard 
· Hensbroek 
· Hoogwoud 
· Ilpendam 
· Jisp 
· Krommenie 
· Langedijk 
· Limmen 
· Marken 
· Midwoud 
· Monnickendam 
· Muiden 
· Naarden 
· Nederhorst den Berg 
· Nibbixwoud 
· Niedorp 
· Noorder-Koggenland 
· Obdam 
· Opperdoes 
· Schermer 
· Schermerhorn 
· Schoorl 
· Sint Maarten 
· Terschelling 
· Terschelling en Vlieland 
· Twisk 
· Venhuizen 
· Vlieland 
· Warmenhuizen
· Weesp
· Wervershoof 
· Wester-Koggenland 
· Westwoud 
· Westzaan 
· Wieringen 
· Wieringermeer 
· Wijdewormer 
· Wognum 
· Wormer 
· Wormerveer 
· Zaandam 
· Zaandijk 
· Zeevang 
· Zijpe